# Carlota de Savoia
Carlota de Savoia   (Chambèri, c. 11 de novembre de 1441 - Amboise, 1 de desembre de 1483) fou infanta de Savoia i reina consort de França (1461-1483).

## Biografia
Nasqué l'11 de setembre de 1441 sent la filla del duc Lluís I de Savoia i la princesa de Xipre Anna de Lusignan. Era neta per línia paterna del duc Amadeu VIII de Savoia i Maria de Borgonya, i per línia materna del rei Joan II de Xipre i Carlota de Borbó-la Marche.

### Matrimoni
L'11 de març de 1443, quan Carlota tenia poc més d'un any, es va prometre amb Frederic de Saxònia (28 d'agost de 1439 - 23 de desembre de 1451), fill gran de Frederic II, elector de Saxònia. Per motius desconeguts, el compromís va ser anul·lat. Menys de vuit anys després, el 14 de febrer de 1451, Carlota es va casar amb Luís, delfí de França (futur Lluís XI), fill gran de Carles VII de França i [[Maria d'Anjou] ]. La núvia tenia nou anys i el nuvi vint-i-set. El matrimoni, que havia tingut lloc sense el consentiment del rei francès, va ser el segon de Lluís; la seva primera esposa, Margaret d'Escòcia, havia mort sense fills el 1445. Després del seu matrimoni, Charlotte es va convertir en Delfina de França.
Louis la va descuidar. Quan la notícia de la seva successió al tron de França va arribar a la parella a la cort de Borgonya, immediatament la va abandonar a Borgonya per assegurar-se la seva herència, deixant-la dependent d'Isabella de Borbó per agafar en préstec els carros i el seguici necessaris per viatjar. a França per unir-se a ell.

### Reina
El 22 de juliol de 1461, Charlotte es va convertir en reina de França. L'any següent, va emmalaltir greument i va estar a punt de morir l'agost de 1462. Encara que es va recuperar, la seva salut es va afeblir.
Lluís XI no va mantenir gaire vida de cort representativa. Va fer que la reina Carlota i la seva família mantinguessin aïllades al Castell d'Amboise, on passava els seus dies amb les seves germanes i cortesans, supervisant l'educació de les seves filles (el seu fill va ser educat pel rei), jugant als escacs. ]] i marbres, escoltant el seu llaütista, fent treballs d'agulla i complint els seus deures religiosos. En rares ocasions, se li va demanar que complissin tasques cerimonials com a reina com saludar convidats estrangers, per exemple el 1470, quan el rei va prendre el poderós Comte de Warwick i el Duc de Clarence d'Anglaterra a Amboise per visitar-la. Charlotte estava interessada per la literatura i va ser elogiada pel gust i l'excel·lència de la seva biblioteca personal. Va deixar una col·lecció d'uns cent manuscrits, que es convertirien en la gènesi de la Bibliothèque Nationale de França.
Charlotte era considerada virtuosa. Un contemporani va assenyalar que "tot i que era una princesa excel·lent en altres aspectes, no era una persona en la qual un home pogués gaudir molt"; Tanmateix, després del naixement de la seva última Nen l'any 1472, Lluís va jurar que ja no seria infidel, i segons el cronista Philippe de Commynes, va mantenir aquest vot.
Charlotte va servir com a regent el setembre de 1465.

### Reina vídua
Carlota va quedar vídua el 30 d'agost de 1483, quan Lluís XI va ser succeït pel seu fill Carles VIII, que encara era menor d'edat.
Lluís XI no va fer regent Carlota si el seu fill l'havia de succeir mentre encara era menor d'edat; de fet, no va nomenar cap regent formalment, però sí que va deixar instruccions perquè governés un consell reial durant aquesta minoria, en el qual Charlotte, juntament amb el duc Joan de Borbó II i els seus dos gendres Lluís d'Orleans. (casat amb la seva filla Jeanne) i Pere II, duc de Borbó (casat amb la seva filla Anne), van ser nomenats membres. A la pràctica, la seva filla Anne va prendre el control de França com a regent durant la minoria de Carles.
Charlotte va morir l'1 de desembre de 1483 a Amboise, només uns mesos després de la mort del seu cònjuge. Està enterrada amb ell a la Basilique Notre-Dame de Cléry a Cléry-Saint-André (Loiret) a el arrondissement d'Orleans.

## Descendents
Es casà el 14 de febrer de 1451 a Chambery amb el delfí i futur rei Lluís XI de França, del qual en fou la seva segona esposa. D'aquesta unió nasqueren:
- el príncep Joaquim de França (1459)
- la princesa Lluïsa de França (1460)
- la princesa Anna de França (1462-1522), regent de França, casada el 1473 amb el duc Pere II de Borbó.[5]
- la princesa Joana de Valois (1464-1505), casada el 1476 amb el príncep Lluís d'Orleans.[5]
- el príncep Lluís de França (1467)
- el príncep Carles VIII de França (1470-1498), rei de França.[5]
- el príncep Francesc de França (1472-1473), duc de Berry